# Hom rong
Hom rong é um filme de drama tailandês de 2004 dirigido e escrito por Ittisoontorn Vichailak. Foi selecionado como representante da Tailândia à edição do Oscar 2005, organizada pela Academia de Artes e Ciências Cinematográficas.

## Elenco
- Anuchyd Sapanphong
- Adul Dulyarat
- Pongpat Wachirabunjong - Lt Col Veera
- Narongrit Tosa-nga - Khun In
- Phoovarit Phumpuang - Terd
- Somlek Sakdikul - Tian